# Achyrocalyx
- Commons
- Wikispecies

Achyrocalyx Benoist, segundo o Sistema APG II, é um gênero botânico da família Acanthaceae.

## Espécies
O gênero apresenta quatro espécies:
- Achyrocalyx decaryi
- Achyrocalyx gossypinus
- Achyrocalyx pungens
- Achyrocalyx vicinus

## Classificação do gênero
| Sistema | Classificação                       | Referência            |
| ------- | ----------------------------------- | --------------------- |
| APG II  | Ordem Lamiales, família Acanthaceae | APweb, versão 9, 2008 |